# Pachatscha
Die Pachatscha (russisch Пахача) ist ein 293 km langer Zufluss des Beringmeeres im Nordosten der Region Kamtschatka.

## Flusslauf
Die Pachatscha entspringt im Korjakengebirge auf einer Höhe von etwa 1200 m. Sie strömt anfangs 180 km in überwiegend südsüdwestlicher Richtung durch das Bergland. Bei Flusskilometer 100 mündet der Pylgowajam rechtsseitig in die Pachatscha. Diese wendet sich auf den folgenden 20 Kilometern nach Osten. An der Einmündung des Mainylwygorgyn ändert die Pachatscha ihren Kurs nach Süden. Bei Flusskilometer 50 befindet sich am linken Flussufer die Ortschaft Srednije Pachatschi. Auf seinen letzten 12 Kilometern verläuft der Fluss parallel zur Küste, getrennt vom Meer durch eine schmale Landzunge, auf welcher die Ortschaft Pachatschi liegt. An der Mündung der Pachatscha ins Meer befindet sich eine lagunenartige Bucht.
Das Einzugsgebiet der Pachatscha befindet sich im Rajon Oljutorski und umfasst eine Fläche von 11.700 km². Es grenzt im Osten an das der Apuka. Der mittlere Abfluss der Pachatscha beträgt 300 m³/s.

## Fischfauna
Im Flusssystem der Pachatscha kommen folgende Fischarten vor: Rotlachs, Silberlachs, Wandersaibling, Thymallus mertensii, Coregonus sardinella, Prosopium cylindraceum und Quappe.